# Sânnicolau Român
Sânnicolau Român is een Roemeense gemeente in het district Bihor.
Sânnicolau Român telt 2082 inwoners.